# Kiskarasztos
Kiskarasztos (németül: Kleinbachselten) Pinkamiske településrésze, egykor önálló község Ausztriában Burgenland tartományban a Felsőőri járásban.

## Fekvése
Felsőőrtől 15 km-re délkeletre a Teichenbach partján  fekszik.

## Története
Ősi határőrtelepülés, melynek lakói egykor köznemesi kiváltságokkal rendelkeztek.
Karasztost egy 1387-es oklevélben említik először "Karasztus" alakban. Nevét az itt folyó patak egykor kárászban (karausche) gazdag vizéből magyarázzák, de többször szerepel a magyar Harasztos névvel is. 1458-ban "Karaznos", 1469-ben "Craztos", 1475-ben "Karazthws" alakban említik a korabeli forrásokban.
Egy 1720-as okiratban Karasztost "Bachselten" néven nemesi kuriális faluként említik. A két Karasztos közül ez volt a nemesi település, míg Nagykarasztos jobbágyai a vörösvári uradalomhoz tartoztak. A két település között történetük során nagy volt a rivalizálás, mely az újabb korokban is megmaradt.
Vályi András szerint " KARASZTOS. Pakselten. Elegyes falu Vas Várm. földes Ura G. Batthyáni Uraság, lakosai katolikusok, fekszik P. Miskéhez ném meszsze, és annak filiája, határja közép termékenységű, réttye, legelője meg lehetős."
Fényes Elek szerint " Karasztos, (Bachselten), horvát falu, Vas vmegyében: 230 kath., 18 evang. lak., agyagos földekkel, kövér rétekkel. Közbirtokosoké. Ut. p. Kőszeg."
Vas vármegye monográfiája szerint " Kis-Harasztos, 44 házzal és 224 németajkú r. kath. és ág. ev. lakossal. Postája Pinka-Miske, távírója Német-Szt.-Mihály."
1910-ben 226, többségben német lakosa volt, jelentős cigány kisebbséggel. A trianoni békeszerződésig Vas vármegye Felsőőri járásához tartozott. 1921-ben Ausztria Burgenland tartományának része lett. 1926 és 1928 között épült fel a népiskola. 1938-ban a két Karasztos 223 fős roma lakosságából 150 főt hurcoltak az auschwitzi koncentrációs táborba, ahol elpusztultak. 1971-ben Pinkamiskéhez csatolták.

## Nevezetességei
- Haranglába.
- A roma áldozatok emlékműve a temetőben.